# Villa Ottolini-Tosi
Pour les articles homonymes, voir Ottolini.
La Villa Ottolini-Tosi (en italien : Villa Ottolini-Tosi) est un palais italien situé à Busto Arsizio en Lombardie.